# ガスパリ法
ガスパリ法 (Legge Gasparri) は、イタリアのテレビ・ラジオ制度再均衡法のことである。ガスパッリ法とも。

## 概要
2003年12月2日、シルヴィオ・ベルルスコーニ内閣の下、議会で可決されたが、ベルルスコーニ首相自身が民放3局を持つメディア王であることから、この法案は首相個人を利するものであり非民主主義的だ、としてイタリア内外の非難を浴びていた。
名称は提案者のマウリツィオ・ガスパッリ通信大臣から名付けられた。
このため、2003年12月15日、チャンピ大統領は法案への署名を拒否し、法案を下院に差戻した（参照：イタリア憲法）。その後、2004年5月3日に成立した。

## 主な内容
- メディアの寡占規制を緩和する。
- 同一人物が新聞社とテレビ局を共に所有することを可能にする。
- 公共放送RAIの分割民営化。